# Trachyphyllia geoffroyi
Trachyphyllia geoffroyi là một loài san hô trong họ Trachyphylliidae. Loài này được Audouin mô tả khoa học năm 1826.

## Hình ảnh

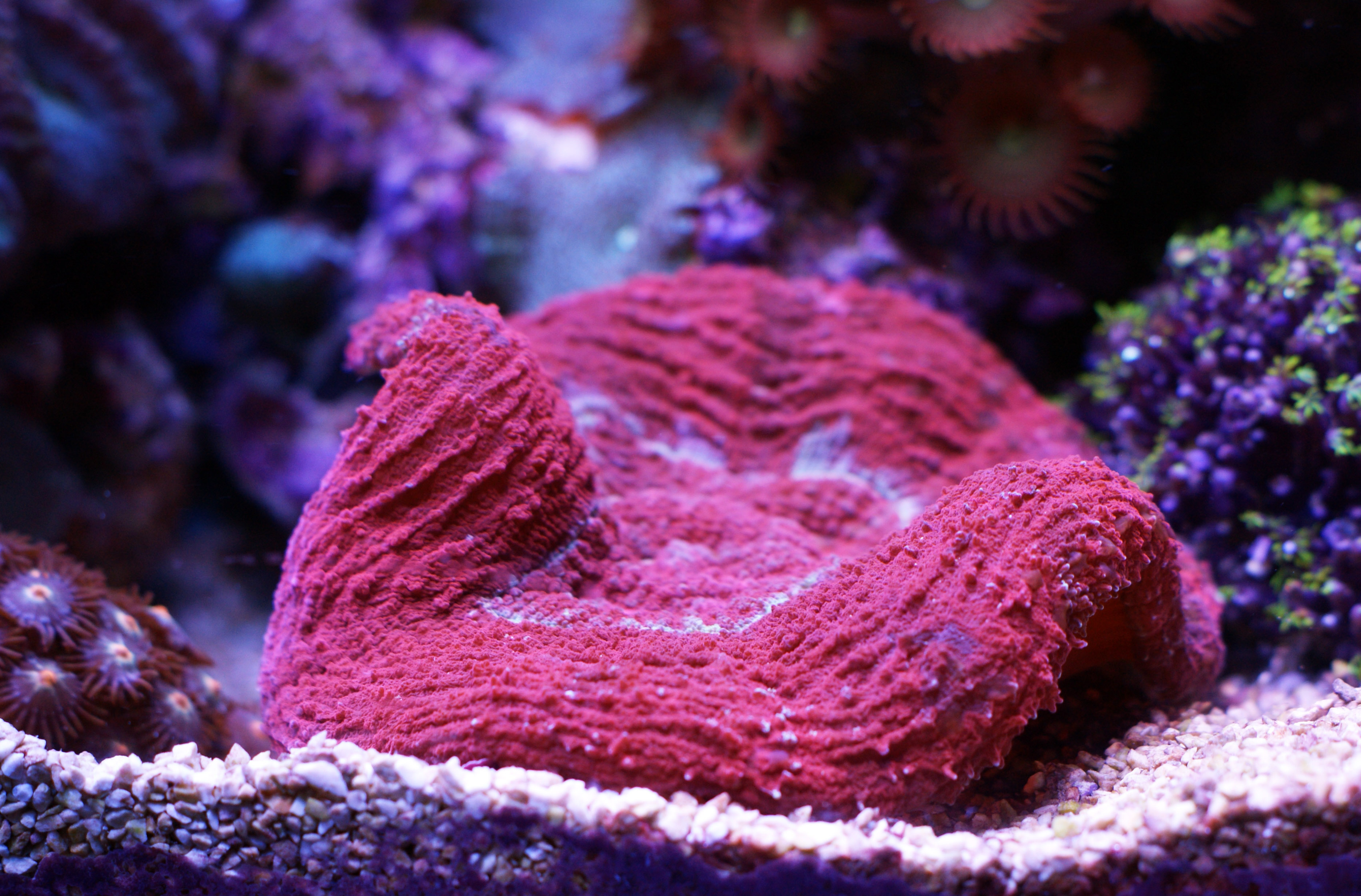